# Нагорская, Наталья Николаевна
Наталья Николаевна Нагорская (13 августа 1895, Киев — 27 октября 1983, Химки) — советская художница, график, этнограф, член Союза художников СССР (1932).

## Биография
Наталья Нагорская родилась 13 августа 1895 года в Киеве. Её отец был коллежским советником.
Окончила Киево-Фундуклеевскую женскую гимназию (1911). В 1912 году получила право на преподавательскую деятельность. В 1913—1917 обучалась в Киевском художественном училище у А. П. Праховой, О. О. Ионасона и Ф. Г. Кричевского; посещала частную студию известной художницы-авангардистки Александры Экстер.
В 1921 году отправилась в Москву, где до 1924 года училась во ВХУТЕМАСе у В. А. Фаворского, А. А. Осмеркина, П. Я. Павлинова.
В 1924 году переехала в Новониколаевск, здесь устроилась художницей в газете. С 1926 года работала в Новосибирском краеведческом музее.
С середины 1920-х годов участвует в экспедициях по Сибири: на Алтае отправляется по реке Чарыш к старообрядцам (в 1927 году повторила поездку), исследует Горную Шорию, Хакасию, Нарымский край. Из этих путешествий привезла большое число ценных фотографий, зарисовок, акварелей, коллекцию предметов материальной культуры сибирских народов.
Нагорская была членом-учредителем и секретарём Общества художников «Новая Сибирь», участвовала в организации Первого сибирского съезда художников 1927 года.
После путешествия по Хакасии в 1928 году занялась возрождением народных промыслов и организовала артели вышивальщиц.
С 1932 года — член Союза художников СССР.
Сотрудничила с Сибкрайиздатом (внештатный работник). Во время Великой Отечественной войны — художница-оформительница эвакуированной в Новосибирск Ленинградской филармонии. В Областном Доме народного творчества работала инструктором изобразительного искусства, была преподавалем в студии и сотрудником Новосибирской картинной галереи.
С 1961 — на пенсии. В 1980 году переезжает в Подмосковье.
Умерла 27 октября 1983 года в Химках Московской области.
Работы Натальи Нагорской хранятся в художественном и краеведческом музеях Новосибирска. В фондах последнего, кроме того, находятся представляющие научную ценность экспедиционные дневники художницы за 1920-е и 1930-е годы.

## Выставки
I Всесибирская выставка живописи, графики, скульптуры и архитектуры (Новосибирск, Омск, Томск, Красноярск, Иркутск; 1927); западносибирские краевые художественные выставки (Новосибирск; 1933, 1934); областная художественная выставка (Новосибирск; 1940). Также произведения Нагорской экспонировались в Новосибирском художественном музее в 1986, 1995 и 2005 годах.

## Семья
- Алексей Васильевич Вощакин (1898—1937) — муж Нагорской, советский художник-график, импрессионист. Был расстрелян в 1937 году. Живописные работы Вощакина, а также часть своих произведений, художница передала Новосибирскому государственному краеведческому музею[2][4].